# Estació de Martorell Vila - Castellbisbal
|  | El títol d'aquest article és incorrecte a causa de limitacions tècniques. El títol correcte de l'article és Estació de Martorell Vila \| Castellbisbal. |

Martorell Vila | Castellbisbal (abans Martorell-Vila) és una estació ferroviària, on s'hi aturen trens de les línies suburbanes S4 i S8 de la Línia Llobregat-Anoia de Ferrocarrils de la Generalitat de Catalunya (FGC).
Està ubicada dins el terme municipal de Castellbisbal a la comarca del Vallès Occidental, malgrat doni cobertura a la part Vella de Martorell (coneguda com la Vila) i a les urbanitzacions del mateix terme de Castellbisbal de Can Santeugini i Costablanca. La població de Martorell s'ubica al marge dret del riu Llobregat, mentre l'estació es troba frontalment al municipi en el marge esquerre (just davant del Pont del Diable i l'Autopista del Mediterrani AP-7). L'estació disposa d'una àmplia superfície d'aparcament i màquina expenedora de bitllets.
Aquesta estació s'ubica dins de la tarifa plana de l'àrea metropolitana de Barcelona, qualsevol trajecte entre dos dels municipis de l'àrea metropolitana de Barcelona valida com a zona 1.

## Història
Va ser construïda i explotada per Caminos de Hierro del Nordeste de España i fou inaugurada l'any 1912 en posar-se en servei la línia d'ample mètric entre Barcelona i Martorell passant per Sant Vicenç dels Horts i Sant Boi.
L'any 2005 es modifica i duplica la via en el traçat cap a Martorell Enllaç i el 2006 entra en servei la segona via en direcció a Palau. Durant el 2007 es va construir un pas inferior entre andanes i s'hi van instal·lar 2 ascensors.
Al 2009 se li afegeix Castellbisbal al nom de l'estació, passant-se a denominar Martorell Vila -Castellbisbal.

## Serveis ferroviaris
| Línia Llobregat-Anoia de FGC |          |                  |                   |                        |
| Procedència/Destinació       | <        | Línia            | >                 | Procedència/Destinació |
| Barcelona - Pl. Espanya      | El Palau |                  | Martorell-Central | Olesa de Montserrat    |
| Barcelona - Pl. Espanya      | El Palau | Martorell-Enllaç | Martorell-Central |                        |

## Galeria d'imatges

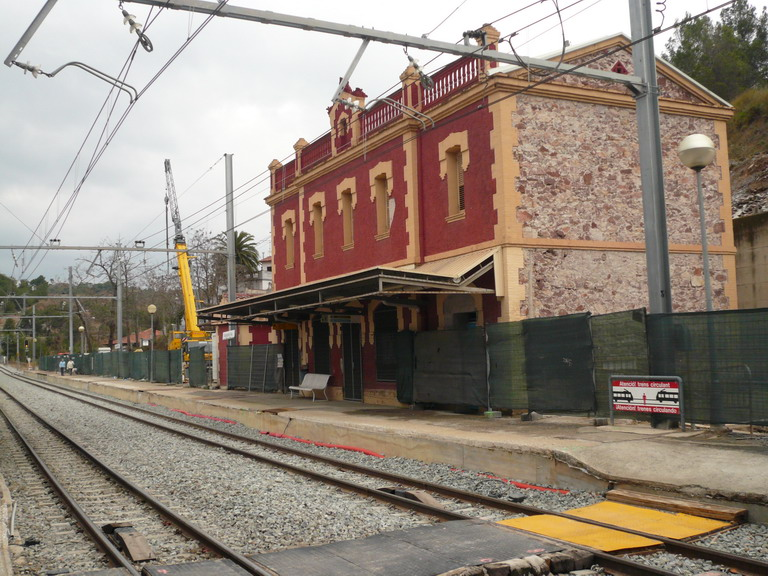
Martorell-Vila en obres, el febrer de 2007
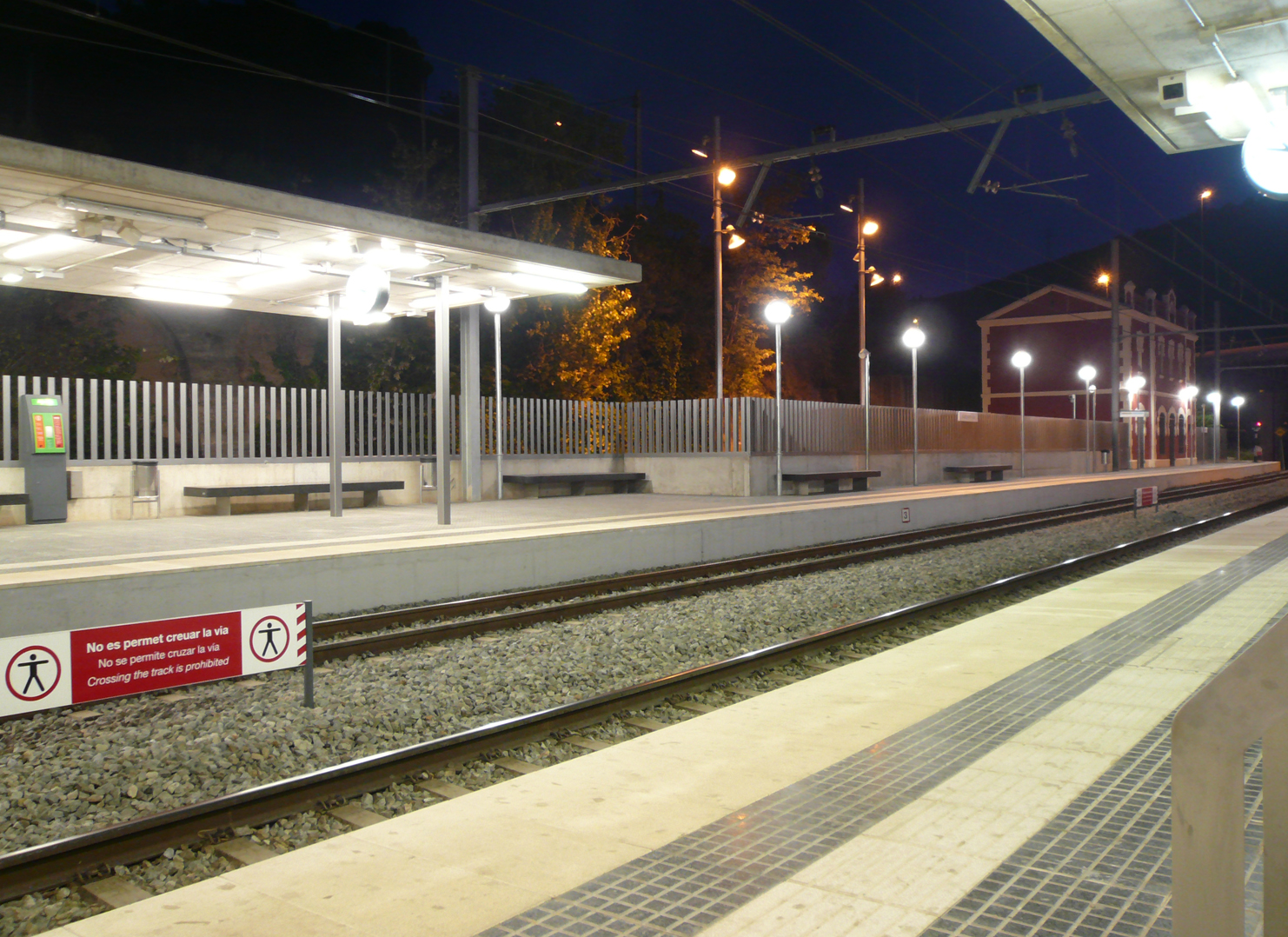
L'estació el 2008 un cop reformada
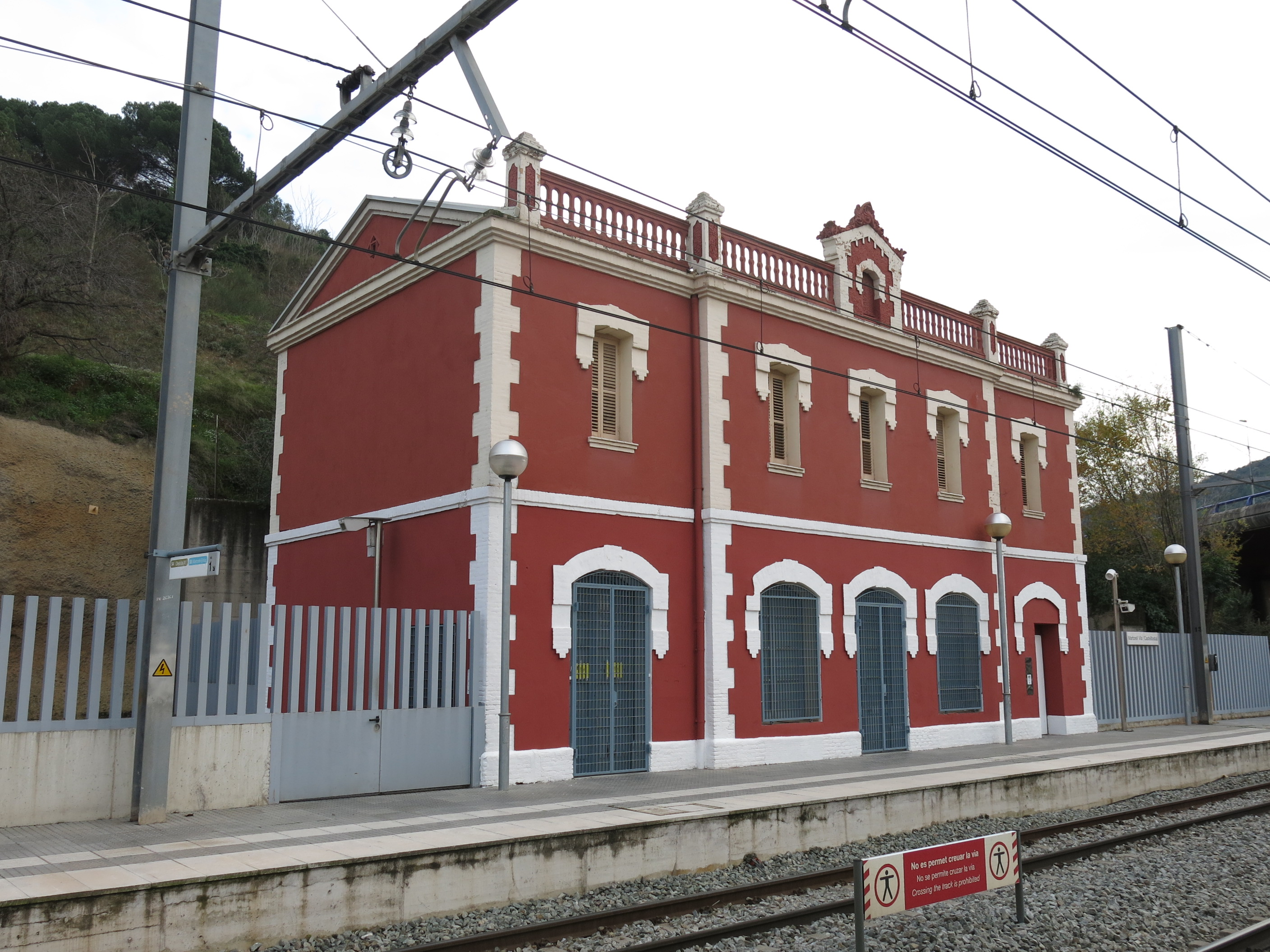
L'edifici de l'estació el 2018
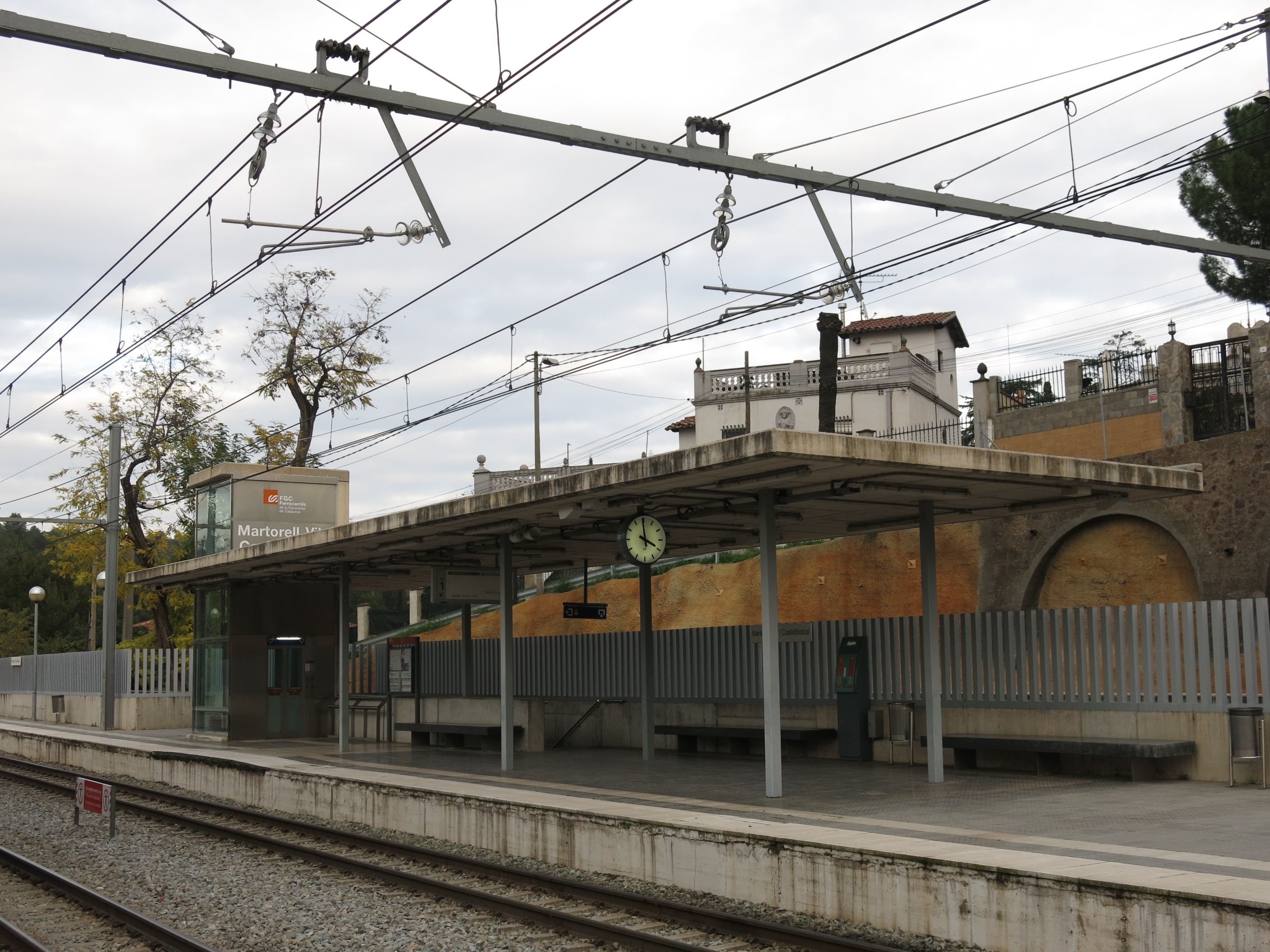
L'andana direcció Martorell el 2018